# Pierre de Coubertin
Charles Pierre de Frédy, Baron de Coubertin (francosko: [ʃaʁl pjɛʁ də fʁedi baʁɔ̃ də kubɛʁtɛ̃]; rojen Pierre de Frédy; 1. januar 1863 – 2. september 1937), znan tudi kot Pierre de Coubertin in baron de Coubertin, je bil francoski učitelj in zgodovinar, ustanovitelj Mednarodnega olimpijskega komiterja in njegov drugi predsednik. Znan je kot oče sodobnih olimpijskih iger. Še zlasti aktiven je bil pri promoviranju uvedbe telovadbe kot učnega predmeta v francoske šole.
Rodil se je v francoski aristokratski družini, študiral pa je raznovrstne teme, zlasti pedagogiko in zgodovino. Diplomiral je iz prava in javne uprave na Pariškem inštitutu za politične vede (Sciences Po). Na tem inštitutu se mu je tudi porodila ideja oživitve olimpijskih iger.
Medalja Pierra de Coubertina (znana tudi kot Coubertinova medalja ali medalja pravega športnega duha) je medalja, ki jo Mednarodni olimpijski komite podeljuje športnikom, ki se na olimpijskih igrah izkažejo s pravim športnim duhom.